# Велицька волость
Велицька волость — адміністративно-територіальна одиниця Ковельського повіту Волинської губернії Російської імперії. Волосний центр — село Велицьк.
Станом на 1885 рік складалася з 18 поселень, 15 сільських громад. Населення — 5162 особи (2606 чоловічої статі та 2556 — жіночої), 466 дворових господарств.
|                     | Площа, десятин | У тому числі орної, дес. |
| ------------------- | -------------- | ------------------------ |
| Сільських громад    | 11120          | 5574                     |
| Приватної власності | 7178           | 2158                     |
| Казенної власності  | —              | —                        |
| Іншої власності     | 507            | 352                      |
| Загалом             | 18805          | 8111                     |

Основні поселення волості:
- Велицьк — колишнє власницьке село; волосне правління  (за 37 верст від повітового міста), 480 осіб, 62 двори, православна церква, школа, постоялий будинок.
- Великий Порськ — колишнє власницьке село при річці Стохід, 300 осіб, 32 двори, православна церква, постоялий будинок, вітряк.
- Кашівка — колишнє власницьке село при річці Стохід, 510 осіб, 43 двори, православна церква, постоялий двір, постоялий будинок, 2 ярмарки.
- Підліси — колишнє власницьке село, 244 особи, 32 двори, православна церква, постоялий будинок, смоляний завод.
- Підрижі — колишнє власницьке село при річці Стохід, 657 осіб, 75 дворів, православна церква, постоялий будинок, вітряк.
- Порська Вулька — колишнє власницьке село при річці Стохід, 179 осіб, 17 дворів, православна церква, постоялий будинок, водяний млин, вітряк.
- Селець — колишнє власницьке село, 416 осіб, 40 дворів, православна церква, 2 постоялих будинки, вітряк.
- Угли — колишнє власницьке село при річці Стохід, 280 осіб, 28 дворів, православна церква, постоялий будинок, водяний млин, винокурний завод.
- Янівка — колишнє власницьке містечко при річці Стохід, 154 особи, 17 дворів, православна церква, постоялий будинок, 2 ярмарки, 2 водяних млини, вітряк.

## Під владою Польщі
18 березня 1921 року Західна Волинь відійшла до складу Польщі. Волость продовжувала існувати як ґміна Вєліцк Ковельського повіту Волинського воєводства в тих же межах, що й за Російської імперії та Української держави.
Польською окупаційною владою на території ґміни інтенсивно велася державна програма будівництва польських колоній і заселення поляками. На 1936 рік ґміна складалася з 29 громад:
1. Арсеновичі — село: Арсеновичі;
2. Великий Порськ — село: Великий Порськ та хутір: Сенявка;
3. Гай — колонія: Гай;
4. Іванівка — село: Іванівка;
5. Янівка — село: Янівка;
6. Кривлин — село: Кривлин;
7. Кашівка — село: Кашівка;
8. Корсині — село: Корсині;
9. Кухарі — село: Кухарі, фільварок: Кухарі та колонії: Кухарі, Дубівка і Залізниця;
10. Літогоща — село: Літогоща та хутори: Площа, Скалениця і Сокільщина;
11. Мельниця — містечко: Мельниця;
12. Мельниця — село: Мельниця та хутори: Березина, Новини, Підвеличе, Ступищі й Соснинка;
13. Мельниця — колонія: Мельниця;
14. Мирин — село: Мирин;
15. Підліси — село: Підліси;
16. Підрижі I — село: Підрижі I;
17. Підрижі II — село: Підрижі II та хутори: Олександрівка і Мокритка;
18. Підрижі — колонія: Підрижі та хутір: Земниця;
19. Рудка Миринська — село: Рудка-Миринська та хутори: Рудка Міринська і Паулинівка;
20. Сільце — село: Сільце;
21. Сільце — колонія: Сільце;
22. Сілки — село: Сілки;
23. Софіянівка — село: Софіянівка;
24. Суха Лоза — колонія: Суха Лоза;
25. Угли — село: Угли та фільварок: Угли;
26. Велицьк — село: Велицьк, фільварок: Велицьк та хутори: Косиньці й Залізниця;
27. Велицьк — колонія: Велицьк;
28. Вілька Порська — село: Вілька Порська;
29. Вілька Порська — колонія: Вілька Порська.

Після радянської анексії західноукраїнських земель ґміна ліквідована у зв'язку з утворенням районів.